# Propolydesmus corsicus
Propolydesmus corsicus är en mångfotingart som först beskrevs av Christoph D. Schubart 1931.  Propolydesmus corsicus ingår i släktet Propolydesmus och familjen plattdubbelfotingar. Inga underarter finns listade i Catalogue of Life.